# Rocky Mountain House Museum
Das Rocky Mountain House Museum ist ein Museum im Clearwater County, 5406 - 48 Street, Hwy. 11, Rocky Mountain House, der kanadischen Provinz Alberta, das zugleich ein Archiv birgt.
Es wird seit 1983 von der Rocky Mountain House Reunion Historical Society unterhalten und hat seinen Schwerpunkt auf dem Alltagsleben der nicht-indigenen Siedler und der Holzindustrie des frühen 20. Jahrhunderts. Seit Mai 2000 beherbergt das damals erweiterte Gebäude zudem das örtliche Touristeninformationszentrum, die Rocky Mountain House & District Chamber of Commerce sowie die Visions West Outreach High School.
Archiv und Museum bergen Artefakte aus dem Gebiet des Rocky Mountain House, Clearwater County, sie umfassen die Zeit zwischen dem späten 19. Jahrhundert und etwa 1970. Insgesamt handelt es sich um mehr als 6000 Artefakte und mehrere tausend Fotos, die zurzeit noch nicht über das Internet zur Verfügung stehen.